# Kotasari (Grogol)
Kotasari is een bestuurslaag in het regentschap Cilegon van de provincie Banten, Indonesië. Kotasari telt 6700 inwoners (volkstelling 2010).